# Terrasses estivales à Paris

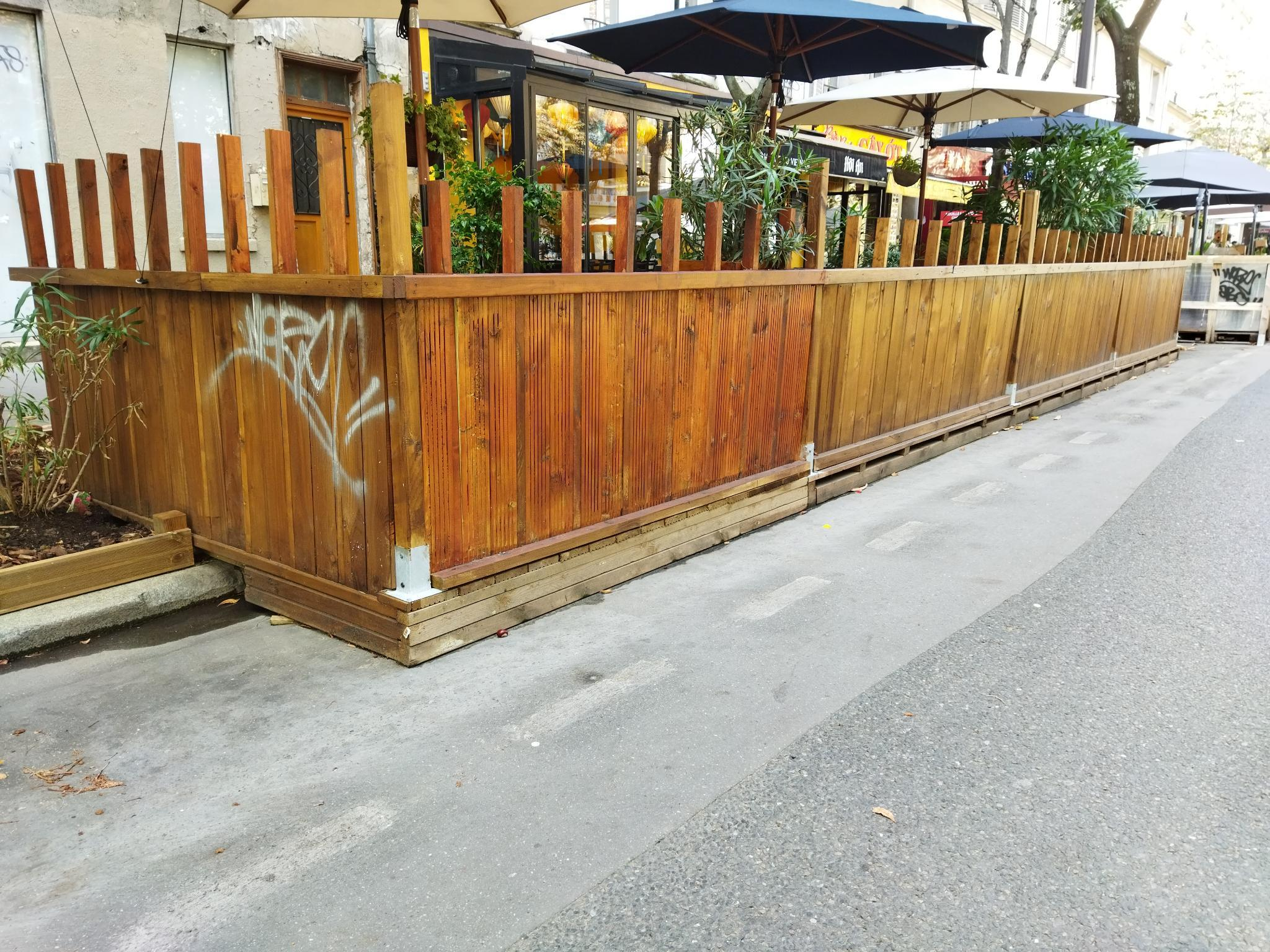
Terrasse estivale dans le 13e arrondissement de Paris

Les terrasses estivales sont un dispositif de la ville de Paris créé par le règlement des étalages et terrasses de juillet 2021. Elles font suite aux « terrasses éphémères » autorisées par la Ville à la suite du déconfinement de 2020. 

## Historique
En juin 2020, lors du premier déconfinement lié à la pandémie de Covid-19, la Ville de Paris permet aux cafetiers et aux restaurateurs l'installation de terrasses sur les places de stationnement et sur les trottoirs, ainsi que sur certaines rues à la piétonisation provisoire. Ces terrasses répondent à une charte, qui n'a cependant pas valeur légale. Elles sont régulièrement construites de manière sommaire, par exemple en récupérant des palettes. Le reconfinement d'octobre 2020 entraine la fermeture des terrasses. 

## Évolution
En avril 2021, à l'occasion de l'annonce de la réouverture, la Ville de Paris annonce que le dispositif sera pérennisé. Les conditions de cette pérennisation sont précisées début juin, en même temps qu'il s'accompagnera d'une taxe pour les exploitants. On parle désormais de «terrasses estivales», qui pourront être exploitées chaque année du 1er avril au 31 octobre. Une partie des «terrasses éphémères» sont cependant appelées à devenir des terrasses permanentes. Une seconde version de la charte est présentée, avant d'être remplacée par le nouveau Règlement des Etalages et Terrasses. Un bilan en est annoncé à l'automne 2022, avec une adaptation éventuelle du texte pour permettre une toiture légère, dans une démarche que la Ville reconnait comme «constructive».

## Réception
Certaines inquiétudes sont manifestées quant aux nuisances que pourraient provoquer certaines de ces terrasses. Une concertation entre les différentes parties aboutit à des engagements réciproques, tandis que la Ville annonce un effort de pédagogie pour régler le problème, et en permet les signalements des quelques nuisances éventuelles sur son application Dans Ma Rue. Plus de 8 000 demandes sont déposées, manifestant le succès du dispositif. Ces terrasses représenteraient localement 30 % du chiffre d'affaires du secteur.